# Marit Fiane Christensen
Marit Helene Fiane Grødum (* 11. Dezember 1980 in Vestby) als Marit Helene Fiane Christensen ist eine ehemalige norwegische Fußballspielerin, die unter anderem für Amazon Grimstad FK in der norwegischen Toppserien spielte. Sie war bis 2013 Mitglied der norwegischen Fußballnationalmannschaft der Frauen, wo sie ihr Debüt am 16. März 2003 im Spiel gegen die USA gab.

## Werdegang

### Verein
Sie begann ihre Karriere als Jugendspielerin beim Halsen IF, einem lokalen Verein in Larvik. Als die beiden Frauen-Teams von Halsen IF und Nanset IF sich zu einem Verein als FK Larvik zusammentaten, wurde Marit Fiane Christensen eine der wichtigsten Spielerinnen des Vereins. Im Jahr 2000 gab sie sowie auch der Verein sein Debüt in der höchsten norwegischen Liga Toppserien. Marit Fiane Christensen erzielte ein Tor, konnte aber nicht helfen den Abstieg des Vereins zu vermeiden. 2002 kehrten der FK Larvik und Fiane Christensen in die Toppserien zurück. Obwohl der FK Larvik den Abstieg aus der Toppserien vermeiden konnte, wechselte Fiane Christensen zum Ligakonkurrenten Asker SK. Der Aufenthalt in Asker war kurz, denn nur ein Jahr später ging Fiane Christensen ihren Weg weiter nach Osten und landete in Røa, wo sie bis zum Jahr 2010 spielte. Marit Fiane Christensen erwies sich als entscheidend für den Club. In ihrer ersten Saison in Røa, gewann ihr Team das Double (Meister, Pokalsieger). In den nächsten Jahren gewann Fiane Christensen mit Røa die Liga und den Pokal zwei weitere Male. Zur Saison 2011 wechselte sie dann zum Amazon Grimstad FK, wo sie  bis 2016 spielte. 2019 bestritt sie noch ein Seniorenspiel für Røa Fotball Elite 2, in dem sie ein Tor schoss.

### Nationalmannschaft
Fiane Christensen wurde auch ein wichtiger Bestandteil der Nationalmannschaft. Sie erzielte ihr erstes Tor für Norwegen am 24. Juli 2004 in einem Spiel gegen Schwedische Fußballnationalmannschaft der Frauen. Sie war Teil des Kaders für die Europameisterschaft 2005 und 2013, bei denen Norwegen die Finalspiele gegen Deutschland verlor und Silber gewann. Sie war auch Teil des Teams für die Fußball-Weltmeisterschaft der Frauen 2003, 2007 und die Olympischen Sommerspiele 2008 in Peking, China.
Am 21. Oktober 2008, nach 62 Spielen mit 7 Toren, für die Nationalmannschaft traten Fiane Christensen und vier weitere Røa-Spielerinnen (Marie Knutsen, Guro Knutsen Mienna, Lene Mykjåland und Siri Nordby) aus der Nationalmannschaft wegen Problemen mit der Nationalmannschaftsführung zurück. Die Entscheidung sich aus dem Team zurückzuziehen wurde in vielen Zeitungen als Boykott aufgenommen und schuf in den Medien Aufmerksamkeit.
Etwas unfreiwillig wurde Marit Christensen Fiane die Sprecherin für die fünf Spielerinnen, vor allem in einer TV-Debatte mit dem norwegischen Fußball-Verband und Trainer Bjarne Berntsen. Im Januar 2009 schien das Problem gelöst, als der damalige Trainer Bjarne Berntsen von der Cheftrainerposition entbunden wurde und eine neue Cheftrainerin für die Nationalmannschaft, Eli Landsem berufen wurde.
Fiane Christensen wurde von der neuen Cheftrainerin im Dezember 2009 für die Spiele gegen die chinesische Fußballnationalmannschaft der Frauen und die englische Fußballnationalmannschaft der Frauen in La Manga (Spanien) im Januar 2010 zurück in die Nationalmannschaft geholt.
Ihr letztes Länderspiel bestritt sie am 30. Oktober 2013.

## Persönliches
Marit Fiane Christensen ist eine qualifizierte Juristin und arbeitet als Rechtsberaterin für die NISO, die norwegische Spieler-Organisation. Im Sommer 2006 heiratete Marit Fiane Christensen den norwegischen Eisschnellläufer Øystein Grødum. Ihr erstes Kind wurde im Herbst 2010 geboren.

## Erfolge
- Zweiter Platz bei den Europameisterschaften 2005 und 2013
- Norwegischer Meister 2004, 2007, 2008
- Norwegischer Pokalsieger 2004, 2006, 2008

## Auszeichnungen
- Wahl in das All-Star-Team der EM 2013[2]